# هانس پکولت
هانس پکولت (انگلیسی: Hannes Peckolt؛ زادهٔ ۱۸ نوامبر ۱۹۸۲) قایقران قایق بادبانی اهل آلمان است.